# Hermann Staudinger
Hermann Staudinger (Worms, 23 de marzo de 1881 - Friburgo, 8 de septiembre de 1965) fue un químico y profesor universitario alemán galardonado con el Premio Nobel de Química del año 1953. También es conocido por el descubrimiento de las cetenas y por la reacción de Staudinger.

## Biografía

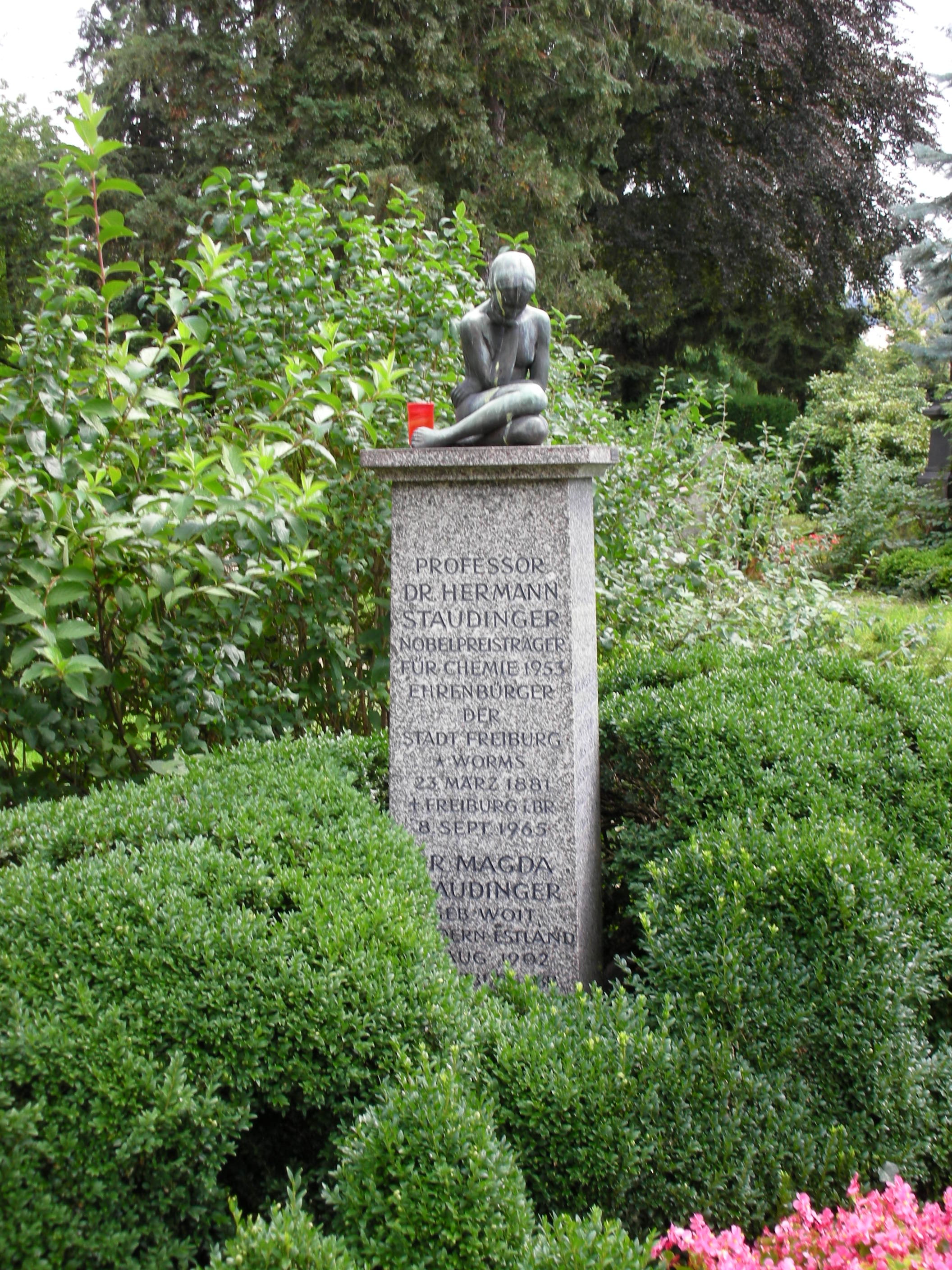
Tumba de Hermann Staudinger situada en Friburgo de Brisgovia.

Nació en marzo de 1881 en la ciudad de Worms, situada en el estado alemán de Renania-Palatinado. Hijo de un profesor de filosofía de Darmstadt, estudió química en la Universidad de Halle, donde se doctoró en 1903, pensando en dedicarse más tarde a la biología.
En 1907 fue nombrado profesor de química en la Universidad de Estrasburgo, para pasar posteriormente por la Escuela Superior Técnica de Karlsruhe en 1908, dar clases en la Escuela Politécnica Federal de Zúrich, y en la de Friburgo de Brisgovia en 1926.
En 1934, el filósofo Martin Heidegger, rector de Friburgo, se enteró de que Staudinger había solicitado la ciudadanía suiza durante la Primera Guerra Mundial, por lo que lo denunció ante el ministerio de Educación local como un pacifista oculto. El ministerio le solicitó la renuncia, pero Staudinger rehusó, por lo que el tema fue dejado de lado ante el escándalo internacional que pudiera haberse suscitado.
Staudinger murió el 8 de septiembre de 1965 en su residencia de Friburgo de Brisgovia, situada en el estado de Baden-Wurtemberg.

## Investigaciones científicas
Staudinger comienza sus investigaciones estudiando los polímeros. En mayo de 1922 publica un artículo en la revista Helvetica Chimica Acta donde acuña el término macromolécula y sienta las bases de la polimerización. En 1926 expone su hipótesis de que un polímero es una larga cadena de unidades pequeñas unidas por enlaces covalentes.
Desde 1926 en adelante fue docente de la Universidad de Friburgo.
Desde 1935 amplió su estudio de las soluciones de polímeros a los poliésteres, lo que le permitió descubrir la relación que vincula la viscosidad y el peso molecular.
Desde 1940 fue, además, investigador principal del Instituto de Química Macromolecular.
En 1953 recibió el Premio Nobel de Química «por sus descubrimientos en el campo de la química macromolecular». Su mujer, Magda Woit Staudinger, fue coautora de varios de sus trabajos científicos.

## Obras publicadas
- 1912: Die Ketene (sobre cetenas)
- 1932: Die hochmolekularen organischen Verbindungen
- 1939: Anleitung zur organischen qualitativen Analyse
- 1947: Makromolekulare Chemie und Biologie
- 1961: Memorias de trabajo, libro autobiográfico.